# Xie He (joueur de go)
Pour l’article homonyme, voir Xie He.
Xie He est un joueur de go professionnel chinois né le 14 mai 1984. Il fut champion national chinois en 2002 et obtint le grade 9e dan en 2012.
Dans les tournois internationaux, Xie He a remporté la Liguang Cup (en) (Ricoh Cup) en 2005 en battant Wang Xie et la coupe CCTV en 2008.  Il remporta la  Quzhou-Lanke Cup (en) en 2010 en battant Jiang Weijie en finale. Il a également atteint la demi-finale de la coupe Samsung en 2003. Il fut classé numéro trois mondial en avril et août 2008.